# Меморіал (організація)
Міжнародне історико-просвітницьке, правозахисне та благодійне товариство «Меморіал» — товариство, яке займається збереженням пам'яті стосовно політичних репресій у СРСР у XX сторіччі та правозахисною діяльністю, нараховує у своєму складі десятки громадських організацій у Росії, Казахстані, Латвії, Грузії, Україні та інших країнах.
Меморіал відзначений численними правозахисними відзнаками, зокрема, премією Сахарова (2009) та Нобелівською премією миру (2022).

## Історія
Товариство «Меморіал» створене 28 січня 1989 року у Москві під назвою Всесоюзне добровільне історико-просвітницьке товариство «Меморіал». Одним із найактивніших засновників був радянський дисидент і академік Андрій Сахаров. У майже всіх союзних республіках були утворені республіканські товариства, наприклад український «Меморіал». У 1992 році товариство отримало свою сьогоднішню назву.
Згідно зі Статутом товариства, цілями «Міжнародного Меморіалу» є:
- допомога у побудові розвинутого громадянського суспільства та демократичної правової держави, що виключає повернення до тоталітаризму;
- участь у формуванні суспільної свідомості на основі цінностей, демократії та права, подолання тоталітарних стереотипів та затвердження прав особистості у політичній практиці та суспільному житті;
- участь у відновленні історичної правди та шануванні пам'яті жертв політичних репресій тоталітарних режимів.

Товариство проводить дослідження, займається просвітою та правозахисною діяльністю. Створені загальнодоступні музейні колекції, документальні каталоги, електронні бібліотеки на тему трагічних подій та репресій радянського тоталітарного режиму. За ініціативою «Міжнародного Меморіалу» на Лубянській площі (навпроти споруди КДБ) у Москві встановлений Соловецький камінь у пам'ять жертв радянського терору. Багато подібних пам'ятників встановлено у різних містах колишнього СРСР. Окрім збору та оприлюднення матеріалів про історичні події товариство «Меморіал» займається активною правозахисною діяльністю та реагує на поточні події у країнах СНД.

## Закриття організації в Росії
Через 30 років після розпаду Радянського Союзу, за часів путінської Росії, організацію Меморіал було оголошено іноземним агентом. У 2012 році, за 9 років до прийняття закону, тодішній голова меморіалу заявив, що організація не зможе відмовитися від іноземного фінансування, то ж влада РФ постфактум стала розглядати організацію як іноземного агента.
Організацію було офіційно ліквідовано рішенням російського суду 28 грудня 2021 року.